# بالاسيو مونيسيبال دي ديبورتس سان بابلو
بالاسيو مونيسيبال دي ديبورتس سان بابلو (بالإسبانية: Palacio de los Deportes de Sevilla)‏ صالة رياضية مغلقة في مدينة إشبيلية في إسبانيا، تستخدم غالباً لمنافسات كرة السلة وهي معقل نادي نادي إشبيلية لكرة السلة لكرة السلة الذي يلعب في الدوري الإسباني لكرة السلة، تأسست سنة 1988 وتتسع إلى 10,200 متفرج.